# Yonas Fissahaye
Yonas Fissahaye (6 januari 1991) is een Eritrees wielrenner.

## Carrière
In 2011 won Fissahaye de derde etappe van de Ronde van Eritrea. In 2016 won hij het Asmara Circuit door in een sprint-à-deux Aklilu Gebrehiwiet naar de tweede plaats te verwijzen.

## Overwinningen
2011
3e etappe Ronde van Eritrea
2016
Asmara Circuit